# Kayna
Kayna este o comună din landul Saxonia-Anhalt, Germania.